# Trémilly
Trémilly – miejscowość i gmina we Francji, w regionie Grand Est, w departamencie Górna Marna.
Według danych na rok 2010 gminę zamieszkiwało 88 osób, a gęstość zaludnienia wynosiła 3,1 osoby/km².